# Frantz Fanon
Frantz Omar Fanon (20. juli 1925 – 6. december 1961) var en revolutionær forfatter, psykiater, filosof og politisk aktivist fra det franske departement Martinique i Caribien. I sit forfatterskab undersøgte han forskellige former for racisme, ligesom han kritiserede den europæiske kolonialisme og dens afhumaniserende virkning på de oprindelige befolkninger.

## Liv
I 1943, under 2. Verdenskrig, meldte Fanon sig til de frie franske styrker for at kæmpe mod nazismen med denne begrundelse: "Denne krig er en kamp for friheden. Derfor drejer den sig om os." I sit soldaterliv mødte han imidlertid igen racismen, som han kendte hjemme fra de franske Antiller.
Efter krigen begyndte Fanon at studere medicin på universitetet i Lyon og specialiserede sig fra 1951 i psykiatri. Da han havde afsluttet sin uddannelse begyndte han at arbejde som afdelingslæge på det psykiatriske hospital i Blida-Joinville i Algeriet.
Den algeriske uafhængighedskrig brød ud i 1954. Fanon støttede oprøret, og kom året efter i kontakt med oprørslederne i FLN (Algeriets Nationale Befrielsesfront). Det ledte til, at han på grund af sine overbevisninger i 1956 fratrådte sin stilling på hospitalet. Siden arbejdede han blandt andet som FLN's ambassadør i Ghana. Hen mod slutningen af sit korte liv brugte han desuden meget af sin tid på at skrive Fordømte her på jorden.

## Forfatterskab
Fanons første bog Sort hud, hvide masker (Peau noire, masques blancs, endnu ikke oversat til dansk) blev udgivet i 1952. I bogen beskriver Fanon, hvordan den sorte - ofte ubevidst - oplever og lever racismen. Bogen har været en vigtig teoretisk inspiration for mange, der har arbejdet med og mod racisme, og er blandt andet en af de centrale tekster i den afropessimistiske tradition. 
Hovedværket Fordømte her på jorden (Les damnés de la terre) fra 1961 tager - med afsæt i Fanons erfaringer fra Algeriet - fat på spørgsmålet om befrielsen af det, man dengang kaldte den tredje verden (i dag Det Globale Syd).
I bogen introducerer Fanon ideen, om at social vold er en nødvendighed for en succesfuld afkolonisering. Han kritiserer desuden de nationale borgerskabers dominans i mange af de nationalistiske partier, der kæmpede for selvstændighed i den tredje verden. Fanon så disse eliter som parasitter, der forhindrede en reel befrielse. Værket var kontroversielt, men har været en væsentlig inspirationskilde for nationale befrielsesbevægelser i både Afrika og Asien samt hos afroamerikanere i USA, blandt andre De sorte pantere.
Fanon har desuden skrevet en række artikler og essays, hvoraf nogle af samlet i Racisme og kultur.

### Af Fanon
Frantz Fanon har skrevet to bøger samt en række artikler og essays. Følgende foreligger på dansk:
- Fanon, Frantz (1967): Racisme og kultur, Sirius. Artikler udvalgt og oversat ved Børge Olesen.
- Fanon, Frantz (1968 [1961]): Fordømte her på jorden, Forlaget Rhodos. Med forord af Jean-Paul Sartre og efterord af Simone de Beauvoir.

På engelsk foreligger desuden:
- Fanon, Frantz (1967 [1952]): Black Skin, White Masks, Grove Press. Overættelse ved Charles Lam Markmann.
- Fanon, Frantz (1965 [1959]): A Dying Colonialism, Grove Press. Oversættelse ved Haakon Chevalier.
- Fanon, Frantz (1969 [1964]): Toward the African Revolution, Grove Press. Oversættelse ved Haakon Chevalier.

### Om Fanon
- Caute, David (1971 [1970]): Frantz Fanon, Gyldendal. Oversættelse ved Ole Thyssen.